# Casa Senyorial d'Apriķi
La Casa Senyorial d'Apriķi (en letó: Apriķu muižas pils) és una casa senyorial a la històrica regió de Curlàndia, a la Parròquia de Laža (municipi d'Aizpute) a l'oest de Letònia.

## Història
Encara que originàriament va ser completada el 1742, s'hi va afegir una torre octogonal d'estil neogòtic de tres pisos a l'extrem est durant la segona meitat del segle xix. L'edifici actualment allotja l'escola primària Apriķi i el museu regional Apriķi, que inclou una exposició sobre el militar i polític finlandès Carl Gustaf Emil Mannerheim que va viure en la mansió per un temps durant el segle xx.